# Lechia Lwów

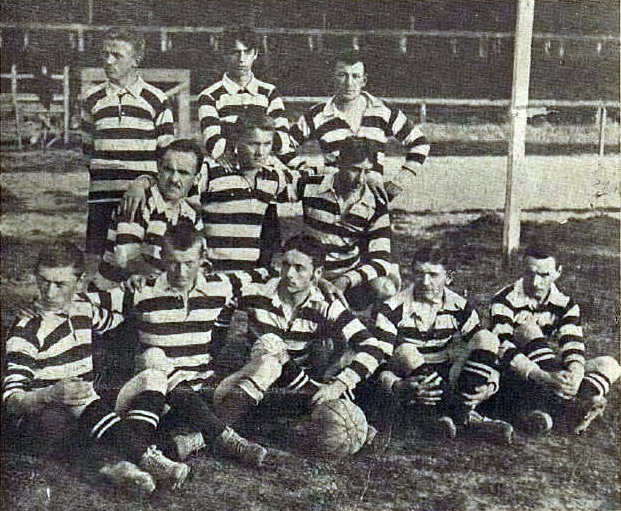
Cầu thủ Lechia Lwów năm 1909

Lechia Lwów (tên đầy đủ: Lwowski Klub Sportowy "Lechia" Lwów) là câu lạc bộ bóng đá chuyên nghiệp đầu tiên của Ba Lan, thành lập vào mùa hè năm 1903  tại Lwów.
Trong thời kỳ Đệ Nhị Cộng hòa Ba Lan, câu lạc bộ là một trong bốn đội của Lwów chơi ở giải bóng đá hạng nhất Ba Lan  (1931, mùa giải thứ 12). Câu lạc bộ giành cúp vô địch hai lần giải Liên đoàn quận Lwów (liga okręgowa). Sau khi quân đội Liên Xô tấn công Ba Lan năm 1939, câu lạc bộ bị giải thể để thành lập câu lạc bộ bóng đa Lokomotyv Lviv.

## Thông tin chung
- Tên đầy đủ: Lwowski Klub Sportowy (Câu lạc bộ thể thao Lwów) "Lechia" Lwów
- Thành lập: năm 1903 tại Lwów
- Màu sắc áo: trắng - xanh
- Tham dự: bóng đá, khúc côn cầu trên băng, đấm bốc
- Sân vận động: Sân vận động Sokół (ngày nay là sân vận động Skif) và sân vận động Trung đoàn súng trường 40 (trong Liên đoàn Quốc gia)

## Vinh danh
- Giải bóng đa vô địch quốc gia Ba Lan
  - Vô địch (1): 1930
  - Á quân (1): 1929
- Liên đoàn quận Lwów 
  - Vô địch (2): 1929, 1930
  - Á quân (2): 1927, 1933
- Ekstraklasa (Liên đoàn Quốc gia) 
  - Tham dự (1): 1931